# Kleeblattkonzept
Das Kleeblattkonzept ist ein Konzept zur länderübergreifenden Verlegung von Intensivpatienten in Deutschland.

## Gründung
Das Kleeblattkonzept wurde im September 2020 durch die Arbeitsgemeinschaft der Obersten Landesgesundheitsbehörden (AOLG), dem Arbeitskreis V der Ständigen Konferenz der Innenminister und -senatoren der Länder (zuständig für Feuerwehrangelegenheiten, Rettungswesen und zivile Verteidigung), von Bundesministerien, dem Robert Koch-Institut (RKI) und Fachvertretern der Fachgruppe Intensivmedizin, Infektiologie und Notfallmedizin (Fachgruppe COVRIIN) ein Konzept erarbeitet, mit dem im Notfall COVID-19-Intensivpatienten innerhalb Deutschlands aus stark von der Pandemie betroffenen Regionen in weniger stark betroffene verlegt werden können. Dieses Konzept wurde sowohl von der Innenministerkonferenz als auch von der Gesundheitsministerkonferenz verabschiedet.

## Hintergrund
| Übersichtskarte der Regionen des Kleeblattkonzepts |      |     |
| Nord                                               | Ost  | Süd |
| Südwest                                            | West |     |

Im Normalbetrieb liegt die Verlegung von Intensivpatientinnen und -patienten in der Hoheit der jeweiligen Bundesländer, die hierbei auf die bewährten Strukturen der Rettungsdienste zurückgreifen. Bei Überlastung der Intensivstationen verlegen Krankenhäuser Patienten in umliegende Einrichtungen. Für den Fall, dass die benachbarten Regionen selbst keine weiteren Intensivpatienten mehr aufnehmen können, wurde während der COVID-19-Pandemie das Kleeblattkonzept entwickelt, um eine Priorisierung der Patienten, auch Triage genannt, zu vermeiden.
Aktiviert wurde das Konzept erstmals im November 2021 durch die Kleeblätter Süd und Ost.

## Aufteilung
Die 16 Bundesländer sind in fünf sogenannte Kleeblätter aufgeteilt:
| Kleeblatt | Bundesländer                                                                  |
| --------- | ----------------------------------------------------------------------------- |
| Nord      | Bremen, Hamburg, Niedersachsen, Mecklenburg-Vorpommern und Schleswig-Holstein |
| Ost       | Berlin, Brandenburg, Sachsen, Sachsen-Anhalt und Thüringen                    |
| Süd       | Bayern                                                                        |
| Südwest   | Baden-Württemberg, Hessen, Rheinland-Pfalz und Saarland                       |
| West      | Nordrhein-Westfalen                                                           |

## Single Point of Contact
Die Bundesländer haben untereinander ein sogenanntes Kleeblatt mit einem „Single Point of Contact“ (SPoC) organisiert, der in jeder Kleeblattregion in einer gemeinsam definierten Koordinierungsstelle ansässig ist. Diese Leitstellen der einzelnen Kleeblätter stimmen sich untereinander ab und sichern somit eine bundeslandübergreifende Kommunikation. Die epidemiologische Lage wird unter anderem durch das Dashboard zu COVID-19 sowie den täglichen Situationsbericht des Robert Koch-Instituts beschrieben. Hinzu kommen weitere Systeme aus den jeweiligen Bundesländern. Eine Übersicht über tatsächlich betreibbare Intensivbetten erfolgt über interne Beobachtungssysteme der einzelnen Bundesländer sowie über die Angaben aus dem DIVI-Intensivregister. Es werden Zielkrankenhäuser in Bundesländern mit der höchsten freien Intensivbettenkapazität sowie zeitgleich mit der niedrigsten Infektionsdynamik gewählt.  Dadurch kann gerade bei der Verlegung von mehreren Patientinnen und Patienten eine deutliche Entlastung der abgebenden Region erreicht werden. Zielkrankenhäuser sollten in der Regel Kliniken der Maximal- und Schwerpunktversorgung sein.

## Empfehlung für strategische Patientenverlegung im Kleeblattkonzept
Das DIVI hat Empfehlungen für die strategische Patientenverlegung im Kleeblattkonzept entwickelt. Ein Transport von Patienten trotz negativer Parameter ist jedoch nach gemeinsamer Abstimmung von aufnehmender und abgebender Klinik sowie der Zustimmung des Transportteams individuell möglich.

## Bundeswehrunterstützung
Die Luftwaffe hält in Köln seit 25. November 2021 zwei Flugzeuge für einen Hilfseinsatz zur Verlegung von Intensivpatienten in der Corona-Pandemie bereit. Dazu gehört der Airbus A310 MedEvac, eine fliegende Intensivstation, die über sechs Intensivplätze verfügt, sowie eine umgerüstete Spezialmaschine, das Überwachungsflugzeug A319 OH („offener Himmel“). In dieses sind am Vortag zwei Plätze zur Intensivbehandlung eingebaut worden.